# Друзья (8-й сезон)
Восьмой сезон американского телесериала «Друзья», премьера которого состоялась на канале NBC 27 сентября 2001 года, а заключительная серия вышла 16 мая 2002 года, состоит из 24-х эпизодов.

## Сюжет
Рэйчел признаётся, что беременна, однако отказывается сказать, кто отец. Джоуи находит в квартире незнакомый свитер — свитер отца ребёнка. Фиби предполагает, что он принадлежит Тэгу, ассистенту Рэйчел. Но появляется Росс и говорит: «Эй, это мой свитер!»
После того как Рэйчел признаётся Россу, что ждёт от него ребёнка, они рассказывают друзьям, что провели ночь перед свадьбой Моники и Чендлера вместе. Джоуи начинает проникаться чувствами к Рэйчел, но предлагает Рэйчел переехать к Россу, поскольку они ждут общего ребёнка. Позже Джоуи признаётся, что влюбился в Рэйчел, но их отношения не получают развития.
Проходит девять месяцев, и Росс и Рэйчел целуются, прежде чем отправиться в больницу. Там мать Росса отдаёт ему обручальное кольцо. Росс не собирается делать предложение Рэйчел, но оставляет кольцо в кармане. Рэйчел рожает девочку Эмму. Джоуи случайно находит обручальное кольцо Росса и с удивлением поворачивается к Рэйчел. Рэйчел думает, что Джоуи делает ей предложение, и отвечает ему «да». А Моника и Чендлер принимают решение завести ребёнка.

## В ролях
- Дженнифер Энистон — Рэйчел Грин
- Кортни Кокс — Моника Геллер
- Лиза Кудроу — Фиби Буффе
- Мэтт Леблан — Джоуи Триббиани
- Мэттью Перри — Чендлер Бинг
- Дэвид Швиммер — Росс Геллер

## Эпизоды
| № общий | № в сезоне | Название                                                                              | Режиссёр       | Автор сценария                                                           | Дата премьеры    | Зрители в США (млн) |
| --- | ---------- | ------------------------------------------------------------------------------------- | -------------- | ------------------------------------------------------------------------ | ---------------- | ------------------- |
| 171 | 1          | «The One After 'I Do'» «Эпизод после слов «Я согласен»»                               | Кевин С. Брайт | Дэвид Крейн и Марта Кауффман                                             | 27 сентября 2001 | 31.70               |
| Рэйчел просит Фиби сказать, что беременна она. Фиби увлекается и говорит, что отец — Джэймс Бролин. Моника всё равно узнаёт, что беременна Рэйчел. Чендлер надевает скользкие ботинки и не может нормально танцевать. В итоге в танце со своей тещей, он срывает с неё юбку. Росс знакомится с привлекательной Моной (Бони Сомервилл), но ему приходится весь вечер танцевать с маленькими детьми. Джоуи пытается впечатлить бродвейского режиссёра. Серия посвящена жителям Нью-Йорка, в память о событиях 11 сентября 2001 года. |            |                                                                                       |                |                                                                          |                  |                     |
| 172 | 2          | «The One with the Red Sweater» «Эпизод с красным свитером»                            | Дэвид Швиммер  | Дана Клейн Борков                                                        | 4 октября 2001   | 30.04               |
| Джоуи находит красный свитер — свитер отца ребёнка Рэйчел. Фиби думает, что отец ребёнка Рэйчел — Тэг и организовывает им встречу. Тэг думает, что Рэйчел снова хочет возобновить отношения, но сбегает, когда узнаёт о её беременности. Моника раскрывает все подарки без Чендлера, а Росс и Чендлер пытаются подменить свадебные фотографии, для этого им приходится побывать на чужой свадьбе. Друзья сами выясняют, что отец ребёнка — Росс. |            |                                                                                       |                |                                                                          |                  |                     |
| 173 | 3          | «The One Where Rachel Tells...» «Эпизод, в котором Рэйчел рассказывает…»              | Шелдон Эппс    | Шерри Билсинг и Эллен Пламмер                                            | 11 октября 2001  | 29.20               |
| Чендлер и Моника отправляются в свадебное путешествие; они хотят попасть в первый класс и в королевский номер, но перед ними все время встает другая парочка. Рэйчел признается Россу, что он — отец ребёнка. Росс ШОКИРОВАН. Фиби и Джоуи пытаются попасть в квартиру Моники и ломают дверь. Изначально у Моники и Чендлера должны были быть проблемы в аэропорту из-за бомбы, но в связи с терактом 11 сентября сценарий эпизода был переписан. |            |                                                                                       |                |                                                                          |                  |                     |
| 174 | 4          | «The One with the Videotape» «Эпизод с видеокассетой»                                 | Кевин С. Брайт | Скотт Силвери                                                            | 18 октября 2001  | 25.58               |
| Рэйчел и Росс признаются, что некоторое время назад провели вместе ночь. Рэйчел уверяет, что Росс сам сделал первый шаг. Выясняется, что это было заснято на видео и первый шаг сделала Рэйчел, рассказав «историю для соблазнения». Моника и Чендлер хотят встретиться с другой парой, с которой вместе отдыхали на медовом месяце, но те их избегают. Фиби и Джоуи ревнуют к новым друзьям Моники и Чендлера. |            |                                                                                       |                |                                                                          |                  |                     |
| 175 | 5          | «The One with Rachel's Date» «Эпизод со свиданием Рэйчел»                             | Гэри Халворсон | Брайан Букнер и Себастьян Джонс                                          | 25 октября 2001  | 25.64               |
| Фиби встречается с одним из поваров из ресторана Моники, а последняя планирует его уволить. Впоследствии Фиби не очень рада новым отношениям. Теперь им предстоит выбрать, кто первый уволит или кто первый бросит. Парень с работы Чендлера думает, что его зовут Тоби, и это продолжается уже несколько лет. Рэйчел идет на свидание и понимает, что ближайшие 16 лет свиданий ей не видать. Росс сталкивается с Моной. Серия посвящена памяти отца Кортни Кокс — Ричарда Кокса-старшего. |            |                                                                                       |                |                                                                          |                  |                     |
| 176 | 6          | «The One with the Halloween Party» «Эпизод с вечеринкой на Хэллоуин»                  | Гэри Халворсон | Марк Кунерт                                                              | 1 ноября 2001    | 26.96               |
| Выпуск посвящён Хеллоуину. Моника и Чендлер устраивают костюмированную вечеринку на Хэллоуин. Фиби приходит в костюме Супер-девушки, Моника — женщины-кошки, Джоуи в амплуа Чендлера, Росс в костюме «спутника» (хотя все думаю, что это костюм какашки), Рэйчел в «платье, которое она купила и скоро не сможет влезть», подруга Росса, Мона, в костюме медсестры, а Чендлер в костюме розового плюшевого кролика. Фиби знакомится с Эриком (Шон Пенн), женихом Урсулы; ей приходится раскрыть правду про свою сестру. Росс и Чендлер меряются силами. Рэйчел раздает конфеты детям и «апробирует свой материнский инстинкт» |            |                                                                                       |                |                                                                          |                  |                     |
| 177 | 7          | «The One with the Stain» «Эпизод с пятном»                                            | Кевин С. Брайт | Р. Ли Флеминг-мл.                                                        | 8 ноября 2001    | 24.24               |
| Чендлер нанимает домработницу, а Моника думает, что та ворует её вещи. Эрик порывает с Урсулой и начинает встречаться с Фиби. Но она слишком напоминает ему Урсулу и они расстаются. Росс пытается заполучить квартиру умирающей немецкой соседки для Рейчел. Джоуи уговаривает Рэйчел остаться жить у неё. Она соглашается. |            |                                                                                       |                |                                                                          |                  |                     |
| 178 | 8          | «The One with the Stripper» «Эпизод со стриптизершей»                                 | Дэвид Швиммер  | Эндрю Рейх и Тед Коэн                                                    | 15 ноября 2001   | 26.54               |
| Фиби и Рэйчел ужинают с отцом. Рэйчел говорит ему, что ждет ребенка, тот впадает в ярость, узнав, что они с Россом не женятся и идет к нему с разборками. В это время у Росса гостит Мона. Моника нанимает стриптизершу для ложного мальчишника Чэндлера (так как настоящего у него не было), но оказывается, что это проститутка. |            |                                                                                       |                |                                                                          |                  |                     |
| 179 | 9          | «The One with the Rumor» «Эпизод со сплетней»                                         | Гэри Халворсон | Шана Голдберг-Миэн                                                       | 22 ноября 2001   | 24.24               |
| Выпуск посвящён Дню благодарения. Моника приглашает школьного знакомого — похудевшего Уилла (Брэд Питт) на праздничный ужин. Уилл был толще Моники и страдал от издевательств Рэйчел. Он и Росс признаются Рэйчел, что в школе они создали «антиРэйчел клуб» и пустили слух, что Рэйчел — интерсекс. Джоуи пытается съесть целую индейку в одиночку. Чендлер и Фиби отлынивают от работы, смотря футбол. |            |                                                                                       |                |                                                                          |                  |                     |
| 180 | 10         | «The One with Monica's Boots» «Эпизод с сапожками Моники»                             | Кевин С. Брайт | Сюжет : Роберт Карлок Телесценарий : Брайан Букнер и Себастьян Джонс     | 6 декабря 2001   | 22.44               |
| Моника покупает очень дорогие сапоги и боится признаться Чендлеру, что они ей жмут и сильно натирают ноги. Младшая сестра Джоуи, Дина (Марла Соколофф) забеременела и пришла к Рэйчел за советом. Фиби узнаёт, что Бен и сын Стинга ходят в один класс. Она во что бы то ни стало хочет получить билеты на концерт Стинга, но проблема в том, что Бен и Джек не очень ладят, Фиби идет поговорить с женой Стинга (реальная жена — Труди Стайлер). |            |                                                                                       |                |                                                                          |                  |                     |
| 181 | 11         | «The One with Ross's Step Forward» «Эпизод с серьёзным шагом для Росса»               | Гэри Халворсон | Роберт Карлок                                                            | 13 декабря 2001  | 23.85               |
| Мона решает сделать серьезный шаг — вместе с Россом разослать рождественские открытки. Росс паникует, в итоге дарит ей свои (единственные) ключи от квартиры, а после меняет замки. Моника не хочет проводить время с начальником Чендлера и тому приходится выдумать историю, что они с Моникой расстались. Гормоны Рэйчел бушуют и она становится сексуально озабоченной. |            |                                                                                       |                |                                                                          |                  |                     |
| 182 | 12         | «The One Where Joey Dates Rachel» «Эпизод, в котором Джоуи идёт на свидание с Рэйчел» | Дэвид Швиммер  | Шерри Билсинг и Эллен Пламмер                                            | 10 января 2002   | 25.53               |
| Рэйчел расстроена, что из-за беременности не может ходить на свидания. Джоуи решает развеселить Рэйчел и приглашает её на свидание. Там они рассказывают свои уловки для противоположного пола и Джоуи … влюбляется в Рэйчел. Фиби дарит Чендлеру и Монике игровой автомат — миссис Пак-Ман в качестве запоздалого свадебного подарка. Друзья играют в автомат днями напролет, Чендлер хочет побить рекорды Фиби. Росс опаздывает на свои лекции, так как они проходят в разных частях города. Ему приходится придумывать способы добираться быстрее. |            |                                                                                       |                |                                                                          |                  |                     |
| 183 | 13         | «The One Where Chandler Takes a Bath» «Эпизод, в котором Чендлер принимает ванну»     | Бен Вайс       | Ванесса Маккарти                                                         | 17 января 2002   | 29.24               |
| Моника объясняет Чендлеру, что принимать ванну очень приятно. Он не верит, но затем так увлекается этим, что целыми днями лежит в ванной. Рэйчел и Росс подбирают имена и узнают пол своего будущего ребёнка (хотя Росс изначально не хочет этого знать) — это девочка. Джоуи хочет поделиться с Чендлером своими чувствами к Рэйчел, но уходит. Чендлер и Моника сначала думают, что он влюблен в Фиби. Фиби идет к Джоуи объясниться, но, оказывается, он влюблен в Рэйчел. В конце серии все оказываются в ванной комнате, где Чендлер принимает пенную ванну. |            |                                                                                       |                |                                                                          |                  |                     |
| 184 | 14         | «The One with the Secret Closet» «Эпизод про тайный чулан»                            | Кевин С. Брайт | Брайан Букнер и Себастьян Джонс                                          | 31 января 2002   | 28.64               |
| Чендлер находит в квартире закрытую дверь, которая никогда не открывалась и хочет узнать, что там прячет Моника. В итоге ему удается открыть её: чулан битком набит кучей разных вещей, которые перфекционистка-Моника не смогла расставить в квартире. Фиби узнаёт, что Монике делает массаж другой массажист. Ребёнок первый раз толкнул живот. Росс расстраивается, что пропускает все интересные моменты и просит Рэйчел переехать. Джоуи, влюбленный в Рэйчел, считает, что это хорошая идея. |            |                                                                                       |                |                                                                          |                  |                     |
| 185 | 15         | «The One with the Birthing Video» «Эпизод с видео о родах»                            | Кевин С. Брайт | Дана Клейн Борков                                                        | 7 февраля 2002   | 28.64               |
| Выпуск посвящён Дню Святого Валентина. Фиби даёт Рэйчел кассету с записью родов. Кассета называется «Кэнди и Куки» и Чендлер думает, что это подарок Моники к Дню Святого Валентина — порно. Чендлер смотрит кассету и приходит в шок, затем приходит Моника, и они снова смотрят кассету, когда приходит Рэйчел, им снова приходится её смотреть. Все трое в ужасе, но в конце записи Чендлер указывает на чудо рождения нового человека, однако Рэйчел все равно в панике. Росс пытается сказать Моне, что Рэйчел живёт с ним. Джоуи грустит о Рэйчел, Фиби приводит к нему «самого жизнерадостного пса», чтобы подбодрить, но собака, видимо, «заразилась грустью»… В итоге Джоуи идет к Россу, чтобы рассказать о своих чувствах.                   |            |                                                                                       |                |                                                                          |                  |                     |
| 186 | 16         | «The One Where Joey Tells Rachel» «Эпизод, в котором Джоуи рассказывает Рэйчел»       | Бен Вайс       | Эндрю Рейх и Тед Коэн                                                    | 28 февраля 2002  | 27.52               |
| Джоуи признается в любви Рэйчел, но та вежливо и по-дружески отказывает ему. Фиби знакомит Монику с её «родственной душой» — Доном. Чендлер ревнует. |            |                                                                                       |                |                                                                          |                  |                     |
| 187 | 17         | «The One with the Tea Leaves» «Эпизод с чайными листьями»                             | Гэри Халворсон | Сюжет : Р. Ли Флеминг-мл. Телесценарий : Стивен Розенхаус                | 7 марта 2002     | 26.30               |
| Фиби гадает на заварке и узнаёт, что скоро встретит мужчину своей мечты. Она встречает парня и думает, что это ОН. Но оказывается, что у этого нового знакомого извращенный склад ума. Джоуи избегает Рэйчел, и она придумывает историю о работе, чтобы ослабить напряжение. Однако ложь к хорошему не привела. Росс пытается забрать у Моны свою «лососевую» рубашку и попадает в неловкую ситуацию, оказавшись у неё дома, когда она приходит туда с новым парнем. В прачечной Фиби встречает нового парня. |            |                                                                                       |                |                                                                          |                  |                     |
| 188 | 18         | «The One in Massapequa» «Эпизод проходит в Массапекуе»                                | Гэри Халворсон | Сюжет : Питер Тиббалс Телесценарий : Марк Кунерт                         | 28 марта 2002    | 22.05               |
| Моника пишет речь для 35-й годовщины свадьбы родителей. Фиби приводит с собой чересчур жизнерадостного Паркера (Алек Болдуин). Друзья высмеивают его манеру общаться. Сначала Фиби на них обижается, но потом сама не может выдержать наплыва этих жизнерадостных эмоций и бросает его. Родители Росса говорят всем, что он и Рэйчел женаты. Рэйчел и Россу приходится рассказывать всем, как прошла их вымышленная свадьба. |            |                                                                                       |                |                                                                          |                  |                     |
| 189 | 19         | «The One with Joey's Interview» «Эпизод с интервью Джоуи»                             | Гэри Халворсон | Доти Абрамс                                                              | 4 апреля 2002    | 22.59               |
| Джоуи готовится к интервью с газетой, посвящённой мыльным операм. Он боится показаться глупым (как в прошлый раз) и просит друзей помочь ему. В серии показываются флешбэки к ответам Джоуи. |            |                                                                                       |                |                                                                          |                  |                     |
| 190 | 20         | «The One with the Baby Shower» «Эпизод с детской вечеринкой»                          | Кевин С. Брайт | Шерри Билсинг и Эллен Пламмер                                            | 25 апреля 2002   | 22.24               |
| Фиби и Моника устраивают вечеринку, посвящённую ребёнку Рэйчел, но забывают пригласить мать Рейчел — Сандру. Моника чувствует себя виноватой и не может выпросить прощения у матери Рэйчел. На вечеринке Рэйчел осознает, что ничего не понимает в уходе за детьми, её мать решает переехать к ним. Россу это не очень нравится, и он переубеждает Сандру переезжать. Джоуи предстоят пробы на роль ведущего игрового шоу, правил которого он сам не понимает…Для этого он просит Росса и Чендлера поиграть в эту игру. Сначала выигрывает Росс, а Ченлдер высмеивает игру. Затем удача поворачивается к Чендлеру, в итоге все трое в восторге от игры. Но когда Джоуи приходит на пробы все интересные моменты, которые они разыгрывали дома отменили… |            |                                                                                       |                |                                                                          |                  |                     |
| 191 | 21         | «The One with the Cooking Class» «Эпизод с курсами кулинарии»                         | Гэри Халворсон | Сюжет : Дана Клейн Борков Телесценарий : Брайан Букнер и Себастьян Джонс | 2 мая 2002       | 23.97               |
| В газете «The Post» появляется заметка, в которой говорится о том, что Моника плохо готовит. Моника и Джоуи идут на курсы поваров, где Моника притворяется дилетантом и получает «звезду». Рэйчел ревнует Росса к «похотливой продавщице детских игрушек». Фиби тренирует Чендлера перед интервью на новое место работы, а именно, чтобы он не шутил. |            |                                                                                       |                |                                                                          |                  |                     |
| 192 | 22         | «The One Where Rachel is Late» «Эпизод, где Рэйчел перенашивает»                      | Гэри Халворсон | Шана Голдберг-Миэн                                                       | 9 мая 2002       | 24.32               |
| Джоуи приглашает Чендлера на премьеру фильма (в котором он снимался во время свадебной церемонии Бингов), но во время неё Чендлер засыпает. Джоуи обижается и хочет вернуть Чендлеру все, что был должен. Моника и Фиби заключают пари о том, когда родится ребёнок Рэйчел. А Рэйчел тем временем страдает от «перенашивания». Они с Россом пробуют все известные способы, чтобы вызвать роды. Самым эффективным является секс, но Росс отказывается от этой затеи. Но Рэйчел его провоцирует и у неё отходят воды. |            |                                                                                       |                |                                                                          |                  |                     |
| 193194 | 2324       | «The One Where Rachel Has a Baby» «Эпизод, в котором рождается ребёнок»               | Кевин С. Брайт | Скотт Силвери Марта Кауффман и Дэвид Крейн                               | 16 мая 2002      | 34.91               |
| Росс и Рэйчел спешат в роддом. Мать Росса даёт сыну обручальное кольцо, чтобы тот наконец сделал Рэйчел предложение. Моника и Чендлер принимают решение завести ребёнка и собираются делать это прямо в роддоме. Схватки Рэйчел продолжаются более 20 часов. Плюсом ко всему к ней в палату подселяют Дженнис. Рэйчел рожает девочку — Эмму Геллер Грин (имя — Эмма хотела дать Моника своей дочери, но отдала Рэйчел). Их навещает Дженис и говорит Рэйчел, что Росс не всегда будет рядом, так как они не женаты. Джоуи находит обручальное кольцо Росса, а Рэйчел думает, что Джоуи делает ей предложение и говорит «да». |            |                                                                                       |                |                                                                          |                  |                     |